# Tachidius arcticus
Tachidius arcticus is een eenoogkreeftjessoort uit de familie van de Tachidiidae. De wetenschappelijke naam van de soort is voor het eerst geldig gepubliceerd in 1917 door Olofsson.